# ドッグズ・ノーズ
ドッグズ・ノーズ(Dog's Nose)は、ビールベースのカクテル。

## 標準的なレシピ
- ジン - 1/3
- ビール - 2/3

## 作り方
1. タンブラーやコリンズグラス等、冷やした大型グラスにジンを入れる。
2. ビールで満たす。
3. 軽くステアする。

## 備考
ビールよりもアルコール度数が高くなっているので、飲み方に注意。